# 世界中がアイ・ラヴ・ユー
『世界中がアイ・ラヴ・ユー』（せかいじゅうがアイラヴユー、Everyone Says I Love You）は、1996年のアメリカ合衆国のミュージカル・コメディ映画。
ある弁護士一家を中心に、様々な恋模様が描かれる。
豪華な俳優陣と共に、キャストが全員、吹き替えなしで一生懸命に歌と踊りを披露しているのが話題になった。ただし、ドリュー・バリモアの歌だけは、吹き替えとされている。
原題は、マルクス兄弟の1932年の映画『御冗談でショ』中に使用されている楽曲名であり、この映画でもその楽曲が使用されている。また登場人物がグルーチョ・マルクスに扮して歌い踊るシーンもある。

## あらすじ
弁護士のボブと資産家のステフィは再婚し、それぞれの家族とニューヨークで裕福に暮らしている。
ボブの息子、スコットは保守的な共和党派で、民主党派のボブを困惑させる。
ボブの娘、スカイラーは恋人のホールデンと結婚の準備を進めている。ホールデンはステフィの娘DJと計画してスカイラーに婚約指輪を贈るが、話はかみ合っていない。
ボブの娘のレインとローラはDJと仲良しだ。DJは実父のジョーとは親友の間柄となり、ジョーは離婚後もステフィを思い続けている。
夏休み、DJはジョーとベネチアへ。恋人に去られたジョーを見かねて、DJはNYで見知っていた美術史家のヴォンを薦める。
DJはゴンドラ漕ぎのアルベルトと恋に落ち、結婚しようとするが、ジョーはDJの大学生の身分を思って引き留める。ジョーはヴォンとの仲を深めて行く。DJは、一家の居るNYに戻る空港で同じバッグを持つケンと出会い、思い直す。レインとローラが憧れるジェフリーは御曹司だった。
秋、ステフィのバースデイパーティーには、数名のゲストの他、出所したばかりのチャールズが訪れる。
チャールズはスカイラーに言い寄りキスをする。
祖父が亡くなった後、チャールズに思いを寄せるスカイラーは婚約を破棄しようとし、家族に止められる。
ジェフリーはレインをデート相手に選び、ローラは悲しむ。
DJはケンとも別れ、ラッパーに熱を上げる。
チャールズはスカイラーを連れて仲間と銀行強盗の果て、再び警察に追われる身となった。
10月、ジョーと結ばれたヴォンは夫のグレッグと別れ、ジョーと憧れのパリで同棲し始める。
ハロウィーンパーティーでスカイラーとホールデンは再会し、改めて婚約の話を進める。感謝祭では、スコットが倒れ、政治思想を改めて民主党派に転向する。
クリスマス、一家の皆はパリに旅行を楽しむ。ジョーがパリに居る一家に会いに来る。ヴォンがジョーとの幻想から覚め、グレッグとの仲を克服しNYに戻ったことを伝える。
パーティの席でジョーとスカイラーは会話し、思い出を語る。セーヌ川河畔で踊る２人はキスし、パーティに戻って行く。

## キャスト
| 役名                         | 俳優                     | 日本語吹替 |
| ---------------------------- | ------------------------ | ---------- |
| ジョー・バーリン             | ウディ・アレン           | 野沢那智   |
| ボブ・ダンドリッジ           | アラン・アルダ           | 小島敏彦   |
| ステフィ・ダンドリッジ       | ゴールディ・ホーン       | 一城みゆ希 |
| スカイラー・ダンドリッジ     | ドリュー・バリモア       | 水谷優子   |
| D・J・バーリン               | ナターシャ・リオン       | 深見梨加   |
| ホールデン・スペンス         | エドワード・ノートン     | 宮本充     |
| ローラ・ダンドリッジ         | ナタリー・ポートマン     | 荒木香恵   |
| フォン・シデール             | ジュリア・ロバーツ       | 高島雅羅   |
| チャールズ・フェリー         | ティム・ロス             | 田中正彦   |
| スコット・ダンドリッジ       | ルーカス・ハース         | 相沢正輝   |
| レイン・ダンドリッジ         | ギャビー・ホフマン       | 坂本千夏   |
| ケン                         | ビリー・クラダップ       | 相沢正輝   |
| おじいちゃん                 | パトリック・クランショー | 北村弘一   |
| フリーダ                     | トルード・クライン       | 片岡富枝   |
| グレッグ                     | ロバート・ネッパー       | 田中正彦   |
| ハリー・ウィンストンの販売員 | エドワード・ヒバート     | 牛山茂     |
| 医師                         | ティモシー・ジェローム   | 石波義人   |

- その他日本語吹替キャスト（増田ゆき、島香裕、矢薙直樹）

## 評価
レビュー・アグリゲーターのRotten Tomatoesでは44件のレビューで支持率は77%、平均点は7.20/10となった。
淀川長治は本作品について、「アメリカの最近の映画は、戦艦だとか飛行機だとか、そんなものばかりだと思っていたら、アメリカが帰ってきた。そんな気がした」と激賞している（『映画少年・淀川長治』荒井魏著、岩波書店岩波ジュニア新書、「淀川長治さんが愛した映画30」より）。

## 舞台
2000年12月20日から2001年1月3日にかけてアートスフィアを会場にミュージカル舞台化された。全16公演。演出は山田和也。出演者は木場勝己、久野綾希子、秋本奈緒美、中山忍、安藤聖、吉野圭吾ほか。　